# منافسة تصميم معماري

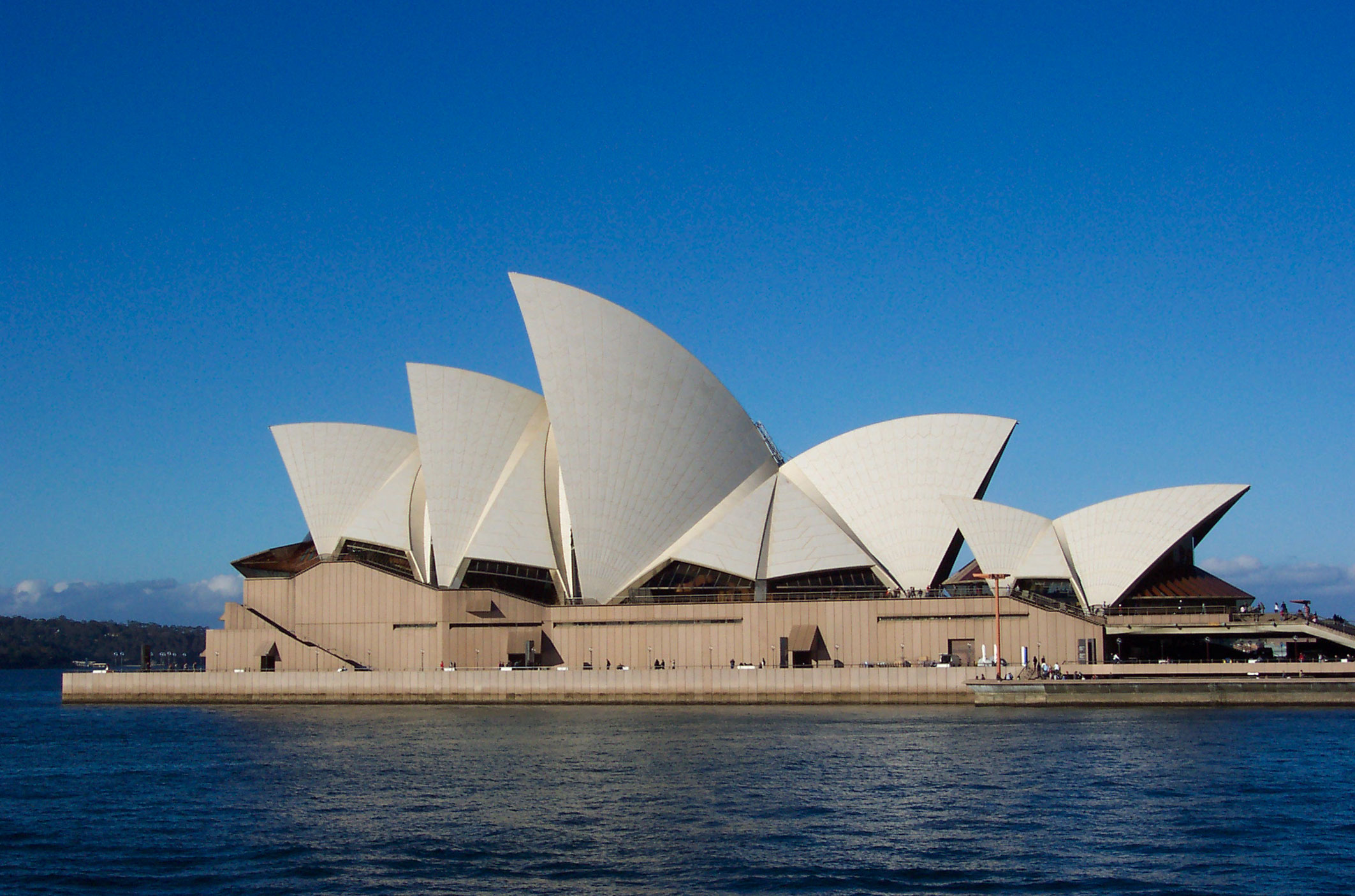

المنافسة المعمارية (Architectural design competition) هو نوع معين من المنافسة التي تتعلق بالعمارة أو تخطيط المدن. المسابقة تتألف من إجراءات تهدف إلى اكتساب من قبل القطاع العام أو الخاص لمشاريع معمارية إشارة إلى طلب محدد.
المنافسة المعمارية هي طريقة سريعة لإنتاج مفاهيم بديلة متعددة لتكون أساسا لصنع القرار، أداة ممتازة لضمان جودة البناء ولأيجاد حلول جديدة.
هدف المسابقات هو ايجاد (من بين الحلول المقترحة) حل مناسب للمفاهيم الإيكولوجية، 
الاقتصادية والتقنية.
بالنسبة للمفوض، المنافسة هي وسيلة للحصول على مشروع ذو نوعية ولأيجاد شركاء من أجل تنفيذه. بالنسبة للمشارك، المسابقة تعطي أراء موضوعية على عمله وفرصة للحصول على جائزة. المسابقة، تعطي للمصممين المجهولين فرصة للشهرة.
أعمال المنافسة، بدون ذكر الأسماء، يُحكموا من هيئة تحكيم متأهلة. المفوض يضمن عدم ذكر أسماء الفائزين حتى هيئة تحكيم قد دققت كل الأعمال، وقدمت توصيات إلى المضي قدما. المشارك لة الحق في المساواة في تقدير عمله. وأخيراً تُعلن نتائج المسابقة وتقييمات لجنة التحكيم.
الحصول على الجائزة الأولى في منافسة لا يشكل ضمانا لإنجاز المشروع. ويجب على صاحب الموقع أن يكون قادرا على الحصول على تمويل للبناء، وعادة لديه الحق في الاعتراض على التصميم الفائز. مثلاً في المنافسة للمركز التجارة العالمي (World Trade Center) عام 2002 في مدينة نيويورك, من خطة التصميم الرئيسية ستستعمل فقط العناصر الأساسية للتصميم الفائز (من قبل دانيل ليبسكيند) في المشروع النهائي.
المنافسة المعمارية، كما هو معروف في كل منافسة سليمة، يمكن أن يكون لها أشكال عديدة ولكن دائما لها: 
- دعوة، والتي تُحدد فيها (بشكل موجز) موضوع ومتطالبات المشروع، قواعد المنافسة والجدول الزمني ؛
- جائزة واحدة (أو أكثر) قد تكون من المال، من العطاء المهني أو ايطاً، في حالات نادرة، من جائزة اسمية)؛
- مرحلة المحاكمة، التي فيها الجهة الداعية للمنافسة (أو الجهة الموكلة: عادة هيئة تحكيم)، تختم المسابقة برأي تنتخب فية الفائز.

## تاريخ
الأكروبوليس في اثينا كانت نتيجة مسابقة معمارية عقدت قبل 2500 عام، وفي العصور الوسطى أيضاً، كانت تُعقد مسابقات من أجل تخطيط الكاتدرائيات. المسابقات المعمارية اليوم يمكن اعتبارها استمرار للإجراءات التي وُضعت في أوائل عصر النهضة.

## أهداف المسابقات المعمارية
- البحث عن نهج جديد
- ضمان جودة المشروع
- العثور على مقارنة لمفاهيم وبدائل مختلفة في وقت قصير
- إيجاد حل ممكن للتكلفة والأداء الوظيفي على حد سواء
- التحقيق من الجوانب البيئية والأقتصادية للبدائل المختلفة.
- تعزيز تنمية جديدة لأساليب التخطيط والتنفيذ
- اختيار المهندس المعماري على أساس الجودة وليس السعر
- كسب دعاية ايجابية لمشروع المسابقة

## أنواع المنافسة
- منافسة أفكار,

منافسة الأفكار لا تهدف بصورة مباشرة إلى التحقيق، بل إلى مقارنة واسعة لموضوع معين له درجات من الغموض.
- منافسة تصميم,

تهدف إلى تحقيق مشروع واسناد مهمة تنفيذة إلى الفائز.
- منافسة-عقد,

هي مزيج تهدف إلى إعطاء عقد الأعمال شاملة التصميم. بعبارات بسيطة، المقاول (أو المطور) يدعي أن يُقدم مشروع التصميم مع عرض التنفيذ.
في الماضي كان هذا الإجراء يُطبق على نطاق أوسع بكثير بالنسبة للمنافسة الحالية. ويرجع ذلك لأن هذا الإجراء يوفر ضمانات وفرص أقل لمراقبة جودة للمشروع.
- صلة الموقع,

المنافسة يمكن تعريفها فيما يتعلق بأصل المشاركين. قد تكون إقليمية أو وطنية أو دولية.

## أنواع الإجراءات
إجراءات المنافسة المعمارية يمكن ان تكون عديدة وتعتمد على الأهداف التي تضعها الهيئة المسؤلة. ونقدم فيما يلي بعض البدائل.

### المنافسة المحدودة أو المفتوحة
مفتوحة هي إجراء لا يضع حدود لعدد المشاركين، بينما في المسابقة المحدودة يُوفر اختيار مسبق للمشاركين.

### منافسة لمرحلة واحدة أو مراحل متعددة
المنافسة قد تكون في مرحلة، مع رأي على تسليم واحد لإعدادات المشروع الُمقترح، أو على أكثر من مرحلة. عموما المرحلة الثانية تتبع تصنيف لقائمة المشاركين، الذين قد يحصلوا على استرداد التكاليف.
هذا الإجراء يُستخدم عندما الجهة المسؤولة ترغب مرحلة متقدمة للمشاريع لتحسين قدرة الاختيار وللحصول على طائفة واسعة من الأفكار. استرداد النفقات يضمن الاستثمار للمهنيين الذين وصلوا إلى المرحلة الثانية.

## محتويات المسابقة

### 1.موضوع المنافسة
تصميم وصياغة مشروع معماري الذي موضوعة يمكن أن يكون متحف, مستشفى, فندق... الخ. 

### 2.1.1 الأشخاص المؤهلين للمشاركة
المسابقة مفتوحة للمهندسين المعماريين والمهندسين المسجلين في النقابات المهنية، الذي لهم الحق بالممارسة في التصميم في تاريخ نشر إشعار المنافسة، والذين يمتلكوا المهارات والخبرات اللازمة في موضوع المنافسة.
وكدا النقنيين دول الأفكار

### 2.1.2 كيفية المشاركة
المتنافسين الذين سيشاركون من خلال مجموعات أو في أي شكل آخر من أشكال المشاركة يجب أن يضمنوا عضو له الحق بممارسة المهنة في دولة المسابقة. كل عضو يمكنه المشاركة في مجموعة واحدة.

### 2.1.3 تحديد الاحتراف المطلوب
في نهاية المنافسة المفوض يبرم عقدا مع فائز المسابقة يتعلق بالتصميم النهائي والتنفيذي، وربما في أدارة العمل وتنسيق الأمن خلال عمليات التنفيذ وفي ظل التشريعات القائمة. الفائز في المسابقة يجب أن يدير مشاريع الهندسة المعمارية والهيكلية، وتكييف الهواء، والكهرباء، والأمن، وهلم جرا، وجزء لا يتجزأ ضرورة التنسيق بين هذه المشاريع لإعطاء المشروع النهائي كل التفاصيل أللازمة. يمكن للمشاركون في المسابقة استخدام استشاريين. يمكن للأستشاري ان يقدم حدماته التقنية لأكثر من منافس.

### 2.1.4 قواعد المنافسة ومراحلها
المنافسة يمكن ان تكون محدودة (أو مفتوحة)، يسبقها عادة مرحلة تأهيل، على النحو التالي :
اختيار المشاركين مفتوح لجميع المهندسين (كما في متطلبات المادة. 2.1.1.) إذا لم يكن هناك أسباب لاستبعادهم بموجب المادة. 2.6. في هذة المرحلة لا يوجد قائمة ولا مكافآت أو اعتراف.

### 2.3 معلومات
للمرشحين المختارين لمرحلة المنافسة يسلم على قرص مضغوط (أو سي دي روم) المعلومات التالية:
- وثيقة أولية للتصميم
- خريطة الموقع
- اورتوفوتو (صورة جوية معدلة) لموقع المشروع
- إطار المناطق الحضرية للموقع؛
- Planimetry للمنطقة المعنية ؛
- الحالة الحقيقة للمنطقة؛
- الطرق والخدمات
- صور توثيقية.

### 3.2 الوثائق المطلوبة
- سيرة ذاتية، تضمن صور لمشاريع ولنتائج التي تم التوصل إليها؛
- تقرير، لشرح منهجية تصميم المشروع المقترح وأسباب تكوين المجموعة ؛
- صور للمشاريع المنفذة (أو غير منفذة) التي شارك فيها المنافس (أو المجموعة).

### 3.4 شروط ومدة مرحلة التقييم ومرحلة التأهيل
هيئة التحكيم، في مرحلة التأهيل، سوف تأخذ في الاعتبار :
- المزايا الثقافية لأعمال ومشاريع المشاركين ؛
- المقترحات والأفكار في مجال التصميم المعماري وفي تجديد المناطق الحضرية ؛
- الاتساق، نوعية، كفاية وتكامل المهارات والتخصصات المهنية بالنسبة للمشروع المقترح

### 4.3.1 رسومات
ينبغي تسليم 5، قياسِ A0 ِ ووضعهم على دعامات جامدة وخفيفة. الرسومات ينبغي ان تشمل ما يلي:
- - لخطة العام للمنطقة مقياس 1:1000 مع إدراج المشروع المقترح وعلاقتة مع المساحات المحيطة (مناطق الحضرية، تنقل، إمكانية الوصول إليها، ومواقف السيارات)؛
  - خطط المستويات الرئيسية، وتحديد مهام كل المجالات والمعلومات اللازمة لوصف دقيق للمشروع في نطاق 1:500؛
  - مقاطع ومساقط راسية 1:500 وأجزاء منها 1:200
  - مناظير (تصيير- rendering) لتوضيح خيارات التصميم، مقياس حر؛
  - رسومات تتضمن أنماط تنظيم المساحات والطرق ورسومات بتفاصيل البناء، مفيدة لفهم العناصر المعمارية، المواد المستخدمة والتكنولوجيا المعتمدة، مقاس حر.
- 4.3.2 تقرير، وصف معايير المشروع مع التحقق من الامتثال للتوجيهات المطلوبة؛ تقييم، بشكل عام، تكاليف تنفيذ المشروع، وإشارة إلى مراحل التنفيذ ؛ تنظيم أدوار ومسؤوليات إدارة المشروع.
- 4.3.3 نسخ الرسومات
- 4.3.4 نموذج حقيقي
- 4.3.5 وسائط تخزين رقمية
- 4.3.6 المغلف
- 4.4 آخر موعد لتسليم الأعمال
- 4.5 تحقق أولي للمشاريع
- 4.6. أعمال لجنة التحكيم
- 4.7 إعلان الفائز، وجائزة التعيين
- 4.8 تسديد التكاليف
- 5 ملكية أعمال المنافسة
- 5.1 المشاريع المختارة في مرحلة المنافسة
- 5.2 المشروع الفائز
- 6اللغة
- 7 استبعاد
- 8 التقويم
- 9النقل والتأمين
- 10 رئيس الإجراءات
- 11 قبول شروط الدعوة

## روابط خارجية
- INTERNATIONAL ARCHITECTURAL COMPETITION

FOR MUSEUM OF MEDITERRANEAN NURAGIC AND CONTEMPORARY ART]
- مثال: قواعد المنافسة الدولية للتصميم معماري -New ECB- Rules for an International Architectural Design Competition